# 李德良
李德良（?—?），唐朝宗室，新兴郡王，唐高祖李渊的六叔李祎的儿子，李叔良的弟弟、李幼良的哥哥。

## 生平
少年因病不能任职。去世后，赠凉州都督。三子西阳郡公李仁裕， 蓼国公李仁敬， 李仁方。其孙李晋，西阳郡公李仁裕子， 先天年间，为雍州长史，713年卷入太平公主谋反事件被诛，子孙被改为厉姓。
另有孙李及，西阳郡公李仁裕子，高宗时为朝議郎、行东宫左司御率府仓曹参军，武周时为果州南充县令，有子李希赡。